# 多原色表示ディスプレイ
- 多原色表示ディスプレイ
- 多原色ディスプレイ

シャープの4原色液晶ディスプレイである「AQUOS クアトロン」

多原色表示ディスプレイ（たげんしょくひょうじディスプレイ、英: Multi-Primary Color Display（略:MPC））は、従来のディスプレイよりも広い色域を表示できるディスプレイ技術である。赤、緑、青のRGB（光の三原色）に加えて、イエロー、マゼンタ、シアン(色の三原色)などの色を使用しており、人間の目が見ることができる表示可能な色の範囲を広げることが可能。

## 製品
2006年に応用物理学会のサイトにて六原色ディスプレイの実験の研究論文が発表された。
2009年にシャープはThe Society for Information Displayにシアンとイエローを加えた5原色ディスプレイを出展した。
2010年に多原色表示ディスプレイとして黄色を加えた世界初の4原色液晶ディスプレイとしてシャープのブランドであるAQUOSの製品「クアトロン」が発売された。シャープのAQUOS、特に画面が40インチ以上のモデルで使用されている。